# 謝讜
謝讜（1512年—1569年），字獻忠，號海門，浙江紹興府上虞縣人，明朝政治人物、詩人。

## 生平
嘉靖十六年（1537年）丁酉科浙江鄉試第七十七名舉人，嘉靖二十三年（1544年）中式甲辰科會試第一百十四名，三甲第一百二十六名進士。授直隸泰興縣知縣，不久去官。在家鄉荷葉山中建“白鷗莊”，有《海門集草言》行於世。

## 家族
曾祖謝渚；祖父謝鍔；父謝怟。前母沈氏；母夏氏；繼母顧氏。慈侍下。兄謝謐、謝諡，弟謝託、謝譍、謝變。